# Taça da Europa (atletismo)
A Taça da Europa é uma competição de atletismo já descontinuada, substituída em 2009 pelo Campeonato da Europa de Nações, que arrancam em Leiria, Portugal. A Taça da Europa contava com a participação da maioria dos países da Europa. Inicialmente conhecida por Taça Bruno Zauli, a Taça teve a sua primeira edição em Stuttgart (competição masculina) e Kassel (competição feminina), Alemanha, corria o ano de 1965. Começou por ser um evento bi-anual (tri-anual por uma vez) mas, desde 1993, passou a ter lugar todos os anos.

## História
A ideia da Taça foi desenvolvida por Bruno Zauli, presidente do Comité Europeu da Associação Internacional de Federações de Atletismo (IAAF, International Association of Athletics Federations), pretendendo-se criar uma competição onde todas estas pudessem defrontar-se numa série de provas de atletismo. Embora Zauli tenha morrido escassos meses antes do lançamento da primeira Taça, a competição não mais deixou de se fortalecer.
A competição teve sempre divisões ou ligas (que decorriam em alturas distintas durante os primeiros vinte e dois anos), no seio das quais os países podem progredir. As nações com dimensões mais modestas, como o Luxemburgo e a Suíça, tinham de participar em rondas preliminares, enquanto os países de grande dimensão, como a Grã-Bretanha e a França, se lhes juntavam para as semifinais. Os dois países melhor classificados em três semifinais chegavam à final.
Esta fórmula teve bastante sucesso, todavia o número de competições em que os atletas são necessários elevou-se de tal forma que se tornou extremamente difícil aos países o envio dos seus melhores. O formato foi por isso alterado, 1983, de modo a que a participação de cada um dos países decorresse no mesmo dia.
A principal divisão ou liga foi designada por "Super Liga" e continha oito equipas masculinas e também oito equipas femininas, separadas (a equipa masculina de um país podia ser despromovida a uma liga inferior sem que a equipa feminina o fosse, bastando para tal que esta assegurasse pontos suficientes). Abaixo da Super Liga existem uma Primeira e uma Segunda ligas, onde encontramos os países com um desempenho que não lhes permite estar nas finais.
A competição assume o seu novo formato em 2009. Existem agora quatro divisões ou ligas, que acarretam vinte eventos para os homens e outros vinte para as mulheres. A Super Liga (Liga SPAR) e a Primeira Liga têm doze equipas cada, enquanto a Segunda e Terceira ligas juntam oito e, catorze equipas, respectivamente. As classificações das equipas serão apuradas considerando o conjunto dos pontos obtidos pelos atletas de ambos os sexos.
Para 2014 os países candidatos para a organização são a Alemanha, a Rússia e a República Checa e 2015 são a França, a Rússia e a República Checa.

## Sistema de classificação e despromoção
Os países somam pontos pela sua performance em cada prova. O atleta vencedor recebe tantos pontos quantas as equipas em prova (oito), o segundo classificado recebe menos um ponto relativamente ao vencedor, o terceiro classificado um ponto menos relativamente ao segundo classificado e assim sucessivamente. Se um atleta não completar a prova, ou se for desclassificado, não soma qualquer ponto para o seu país.
Na Taça da Europa, a equipa masculina (a equipa feminina) com maior número de pontos é declarada vencedora. As quatro equipas melhor posicionadas na Super Liga (duas de cada sexo) acedem à Taça do Mundo de Atletismo. As equipas masculina e feminina que ocupam o último lugar da tabela são despromovidas, ou relegadas, para a Primeira Liga, sendo substituídas pelas melhor classificadas desta divisão. Processo similar para os movimentos entre a Segunda e a Primeira ligas. Este sistema permite a progressão das equipas nacionais e também que um leque mais vasto de atletas enfrente adversários que não encontraria em condições normais.

## Ocupação das ligas em 2009
As ligas para a competição de 2009 foram formadas pela combinação das performances dos homens e das mulheres de cada país no ano transacto. Sendo quarenta e seis o total de equipas, a vencedora recebeu 46 pontos, a segunda melhor 45 e assim sucessivamente. As novas ligas são:
| Super Liga  | Super Liga | Primeira Liga | Primeira Liga | Segunda Liga | Segunda Liga | Terceira Liga        | Terceira Liga |
| ----------- | ---------- | ------------- | ------------- | ------------ | ------------ | -------------------- | ------------- |
| País        | Pts        | País          | Pts           | País         | Pts          | País                 | Pts           |
| Rússia      | 1548       | Bielorrússia  | 1217          | Irlanda      | 971.5        | Moldávia             | 722           |
| Reino Unido | 1518       | Eslovênia     | 1211          | Bulgária     | 947          | Israel               | 714           |
| Polónia     | 1512       | Roménia       | 1182.5        | Croácia      | 942          | Dinamarca            | 709.5         |
| Alemanha    | 1472       | Turquia       | 1166          | Letónia      | 933          | Bósnia e Herzegovina | 555.5         |
| Itália      | 1455       | Bélgica       | 1139          | Eslováquia   | 901          | Islândia             | 550.5         |
| Espanha     | 1426.5     | Hungria       | 1133          | Lituânia     | 839.5        | Luxemburgo           | 399.5         |
| França      | 1423.5     | Países Baixos | 1118          | Áustria      | 783          | Geórgia              | 356           |
| Ucrânia     | 1412.5     | Finlândia     | 1072.5        | Chipre       | 749          | Azerbaijão           | 332.5         |
| Grécia      | 1359.5     | Estónia       | 1035.5        |              |              | Montenegro           | 310.5         |
| Suécia      | 1309       | Suíça         | 1032.5        |              |              | Armênia              | 301.5         |
| Chéquia     | 1236       | Sérvia        | 1028.5        |              |              | AAPPE                | 280           |
| Portugal    | 1222       | Noruega       | 974           |              |              | Albânia              | 191           |
|             |            |               |               |              |              | Andorra              | 187           |
|             |            |               |               |              |              | Macedônia do Norte   | 164           |

## Vencedores
| Ano  | Homens            | Mulheres          | Cidade Anfitriã     | País Organizador   |
| ---- | ----------------- | ----------------- | ------------------- | ------------------ |
| 1965 | União Soviética   | União Soviética   | Estugarda/Kassel    | Alemanha Ocidental |
| 1967 | União Soviética   | União Soviética   | Kiev                | União Soviética    |
| 1970 | Alemanha Oriental | Alemanha Oriental | Estocolmo/Budapeste | Suécia/ Hungria    |
| 1973 | União Soviética   | Alemanha Oriental | Edimburgo           | Reino Unido        |
| 1975 | Alemanha Oriental | Alemanha Oriental | Nice                | França             |
| 1977 | Alemanha Oriental | Alemanha Oriental | Helsínquia          | Finlândia          |
| 1979 | Alemanha Oriental | Alemanha Oriental | Turim               | Itália             |
| 1981 | Alemanha Oriental | Alemanha Oriental | Zagreb              | Iugoslávia         |
| 1983 | Alemanha Oriental | Alemanha Oriental | Londres             | Reino Unido        |
| 1985 | União Soviética   | União Soviética   | Moscovo             | União Soviética    |
| 1987 | União Soviética   | Alemanha Oriental | Praga               | Tchecoslováquia    |
| 1989 | Reino Unido       | Alemanha Oriental | Gateshead           | Reino Unido        |
| 1991 | União Soviética   | Alemanha          | Frankfurt           | Alemanha           |
| 1993 | Rússia            | Rússia            | Roma                | Itália             |
| 1994 | Alemanha          | Alemanha          | Birmingham          | Reino Unido        |
| 1995 | Alemanha          | Rússia            | Villeneuve d'Ascq   | França             |
| 1996 | Alemanha          | Alemanha          | Madrid              | Espanha            |
| 1997 | Reino Unido       | Rússia            | Munique             | Alemanha           |
| 1998 | Reino Unido       | Rússia            | São Petersburgo     | Rússia             |
| 1999 | Alemanha          | Rússia            | Paris               | França             |
| 2000 | Reino Unido       | Rússia            | Gateshead           | Reino Unido        |
| 2001 | Polónia           | Rússia            | Bremen              | Alemanha           |
| 2002 | Reino Unido       | Rússia            | Annecy              | França             |
| 2003 | França            | Rússia            | Florença            | Itália             |
| 2004 | Alemanha          | Rússia            | Bydgoszcz           | Polónia            |
| 2005 | Alemanha          | Rússia            | Florença            | Itália             |
| 2006 | França            | Rússia            | Málaga              | Espanha            |
| 2007 | França            | Rússia            | Munique             | Alemanha           |
| 2008 | Reino Unido       | Rússia            | Annecy              | França             |

## Melhores desempenhos
Abaixo apresenta-se uma listagem das provas incluídas, do respectivo recorde, do atleta que o atingiu, país representado e ano da concretização.
| 100 m: 10.04 - Linford Christie, Grã-Bretanha 1996, 1997 200 m: 20.11 - Linford Christie, Grã-Bretanha, 1995 400 m: 44.75 - David Grindley, Grã-Bretanha, 1993 800 m: 1:44.28 - Wilson Kipketer, Dinamarca, 2002 1 500 m: 3:33.63 - José Manuel Abascal, Espanha, 1983 3 000 m: 7:41.08 - Dieter Baumann, Alemanha, 1997 5 000 m: 13:21.68 - Salvatore Antibo, Itália, 1991 10 000m: 27:32.85 - Fernando Mamede, Portugal, 1983 3 000 m obstáculos: 8:13.32 - Mariano Scartezzini, Itália, 1981 110 m barreiras: 13.10 - Colin Jackson, Grã-Bretanha, 1993 400 m barreiras: 47.85 - Harald Schmid, Alemanha Ocidental, 1979, 1985 4x100 m estafeta: 38.16 - Grã-Bretanha (Jason Gardener, Darren Campbell, Marlon Devonish, Julian Golding), 1999 4x400 m estafeta: 2:59.46 - Grã-Bretanha (Roger Black, Jamie Baulch, Ewan Thomas, Mark Richardson), 1997 Salto em altura: 2.40m - Patrik Sjöberg, Suécia, 1989 Salto à vara: 6.00m - Rodion Gataulin, Rússia, 1993 =Salto em comprimento: 8.38 - Robert Emmiyan, União Soviética, 1987 =Salto em comprimento: 8.38 - Kirill Sosunov, Rússia, 1998 Triplo salto: 17.77 - Khristo Markov, Bulgária, 1985 Lançamento do peso: 22.05 - Sergey Smirnov, União Soviética, 1985 Lançamento do martelo: 82.90 - Jüri Tamm, União Soviética, 1985 Lançamento do disco: 68.76 - Lars Riedel, Alemanha, 1995 Lançamento do dardo: 92.41 - Aki Parviainen, Finlândia, 2001 | 100 m: 10.77 - Ivet Lalova, Bulgária 2004 200 m: 21.99 - Silke Gladisch, Alemanha de Leste, 1987 =400 m: 48.60 - Marita Koch, Alemanha de Leste, 1979 =400 m: 48.60 - Olga Vladykina, União Soviética, 1985 800 m: 1:55.91 - Jarmila Kratochvílová, Checoslováquia, 1985 1 500 m: 3:58.40 - Ravilya Agletdinova, União Soviética, 1985 3 000 m: 8:35.32 - Zola Budd, Grã-Bretanha, 1985 5 000 m: 14:29.11 - Paula Radcliffe, Grã-Bretanha, 2004 10 000m: 31:03.62 - Kathrin Ullrich, Alemanha, 1991 3 000 m obstáculos: 9:35.95 - Cristina Casandra, Roménia, 2005 110 m barreiras: 12.47 - Cornelia Oschkenat, Alemanha de Leste, 1987 400 m barreiras: 53.38 - Yuliya Pechonkina, Rússia, 2002 4x100 m estafeta: 41.65 - Alemanha de Leste (Silke Gladisch, Marita Koch, Ingrid Auerswald-Lange, Marlies Göhr), 1985 4x400 m estafeta: 3:18.58 - União Soviética (Olga Nazarova, Nadezdha Olizarenko-Mariya Pinigina, Olga Vladykina), 1985 Salto em altura: 2.06m - Stefka Kostadinova, Bulgária, 1985 Salto à vara: 4.75m - Monika Pyrek, Polónia, 2006 Salto em comprimento: 7.42 - Tatyana Kotova, Rússia, 2002 Triplo salto: 14.98 - Tatyana Lebedeva, Rússia, 2000 Lançamento do peso: 21.56 - Natalya Lisovskaya, União Soviética, 1987 Lançamento do martelo: 76.50 - Tatyana Lysenko, Rússia, 2006 Lançamento do disco: 73.90 - Diana Gansky, Alemanha de Leste, 1987 Lançamento do dardo: 70.20 - Christina Obergföll, Alemanha, 2007 |